# San-Fulgenico-Klasse
Die San-Fulgenico-Klasse war eine Klasse von drei nominell 64-Kanonen-Linienschiffen (Zweidecker) der spanischen Marine, die von 1788 bis 1815 in Dienst stand.

## Geschichte
Die Klasse wurde von dem Schiffbauingenieur Romero Landa entworfen und stellt eine verkleinerte Version der 74-Kanonen-Schiffe der San-Ildefonso-Klasse da. Sie wurden offiziell zu den 64-Kanonen-Schiffen gezählt, obwohl sie für eine Bestückung mit 68 Kanonen ausgelegt waren. Der Auftrag zum Bau von drei Schiffen wurde im Mai 1786 an die Marinearsenale in Cartagena, Ferrol und Havanna vergeben, welche den Auftrag zwischen 1787 und 1788 ausführten. Entsprechende Gegenstücke anderer Nationen waren z. B. die britische Inflexible-Klasse und französische Caton-Klasse.

## Einheiten
| Name                   | Bauwerft                                | Bestellung   | Kiellegung      | Stapellauf        | Indienststellung | Verbleib                                                                  |
| ---------------------- | --------------------------------------- | ------------ | --------------- | ----------------- | ---------------- | ------------------------------------------------------------------------- |
| San Fulgenico          | Reales Astilleros de Esteiro, Cartagena | 16. Mai 1786 | 1787            | 3. November 1787  | 10. April 1788   | Ab Mai 1810 in Havana abgerüstet und 1814 gesunken.                       |
| San Leandro            | Reales Astilleros de Esteiro, Ferrol    | 16. Mai 1786 |                 | 27. November 1787 |                  | Ab März 1810 in Havana abgerüstet und 1814 gesunken.                      |
| San Pedro de Alcántara | Reales Astilleros de Esteiro, Havanna   | 16. Mai 1786 | 26. Januar 1787 | 27. Juni 1788     |                  | Am 24. April 1815 bei der Isla Margarita in Brand geraten und explodiert. |

## Technische Beschreibung
Die Klasse war als Batterieschiff mit zwei durchgehenden Geschützdecks konzipiert und hatte eine Länge von 50,43 Metern (Geschützdeck) bzw. 44,65 Metern (Kiel), eine Breite von 13,79 Metern und einen Tiefgang von 6,39 Metern bei einer Vermessung von 1466 tons (bm). Sie waren Rahsegler mit drei Masten (Fockmast, Großmast und Kreuzmast). Der Rumpf schloss im Heckbereich mit einem Heckspiegel, in den Galerien integriert waren, die in die seitlich angebrachten Seitengalerien mündeten. Diese waren aus Repräsentationsgründen durch zeitspeziefische Schnitzereien und Bildhauerarbeiten geschmückt. Die Beplankung war kraweel ausgeführt, das heißt, die Enden der Planken stießen stumpf aufeinander, so dass eine glatte Außenfläche entstand.
Die Bewaffnung der Klasse bestand bei Indienststellung aus 68 Kanonen und ab 1803 aus 70 Geschützen.
|        | Unteres Batteriedeck    | Oberes Batteriedeck     | Backdeck                                       | Achterdeck                                     | Poopdeck                 | Kanonen (Geschossgewicht) |
| ------ | ----------------------- | ----------------------- | ---------------------------------------------- | ---------------------------------------------- | ------------------------ | ------------------------- |
| Design | 26 × 24-Pfünder         | 28 × 12-Pfünder         | 2 × 8-Pfünder                                  | 12 × 8-Pfünder                                 | –                        | 68 Kanonen (246,603 kg)   |
| 1803   | 26 × 24-Pfünder-Kanonen | 28 × 18-Pfünder-Kanonen | 2 × 8-Pfünder-Kanonen 2 × 30-Pfünder-Haubitzen | 4 × 8-Pfünder-Kanonen 4 × 30-Pfünder-Haubitzen | 6 × 24-Pfünder-Haubitzen | 70 Geschütze (345,06 kg)  |

## Besatzung
Die Besatzung hatte eine Stärke von 472 Mann.

## Bemerkungen
1. ↑  Bei der Berechnung des Gewichtes einer Breitseite kann es zu Unterschieden kommen, da in der damaligen Zeit ein Pfund, je nach Land, unterschiedliche Gewichtswerte hatte. Das spanische Libra hatte z. B. ein Gewicht von 460,08 Gramm, während das englische Pound ein Gewicht von 453,592 Gramm hatte.

## Sieh auch
- Liste der Linienschiffe der spanischen Marine